# Björgólfur Guðmundsson
Björgólfur Guðmundsson (Reykjavík, 2 gennaio 1941 – Reykjavík, 2 febbraio 2025) è stato un imprenditore e dirigente sportivo islandese, presidente e proprietario del West Ham United FC dal 2006 al 2009.

## Biografia
Nel 2008 la rivista Forbes ha valutato il suo patrimonio in 1,1 miliardi di dollari, ponendolo al 1014º posto tra gli uomini più ricchi del mondo; a seguito della crisi finanziaria islandese del 2008, tuttavia, la stessa rivista Forbes ha rivalutato la sua ricchezza a zero dollari. È il padre del miliardario Björgólfur Thor Björgólfsson.
Condannato a dodici mesi di carcere nel 1991 per truffa in seguito al fallimento della Hafskip, Guðmundsson si trasferì in Russia, dove insieme a Magnús Þorsteinsson fondò la Bravo Brewery, che fu poi venduta alla Heineken nel 2002 per 400 milioni di dollari. Tornato in Islanda, divenne presidente e direttore della seconda più grande banca del Paese (dietro alla Kaupthing Bank), la Landsbanki.
Appassionato di calcio, guidò il consorzio che portò il West Ham United in Premier League; dopo avere comprato il 90% del club, ne divenne presidente onorario a vita nel luglio 2006; nel dicembre 2007 ne acquistò un ulteriore 5% da Eggert Magnússon, diventando anche direttore del club.
Nel giugno 2009 la società del West Ham venne rilevata dalla società CB Holding.
A seguito della crisi finanziaria islandese del 2008, la Landsbanki è stata nazionalizzata, ed il governo ha progettato di investigare le azioni di Björgólfur e altri.